# Almost a Dance
Almost a Dance ist das zweite Studioalbum der niederländischen Band The Gathering. Es erschien im Jahr 1993 bei Foundation 2000.

## Entstehung und Veröffentlichung
Nach dem Debütalbum Always… traten The Gathering in Belgien und Israel auf. Da jedoch die Zusammenarbeit mit den Sängern Bart Smits und Marike Groot nicht funktionierte, mussten beide die Band verlassen. Sie wurden durch Niels Duffhues und Martine van Loon ersetzt. In dieser Besetzung wurde im September 1993 ein zweites Album eingespielt, das noch im selben Jahr auf den Markt kam. Bald nach der Veröffentlichung verließen Duffhues und van Loon die Band wieder, neue Sängerin wurde ab 1994 Anneke van Giersbergen.

## Titelliste
1. On a Wave – 5:48
2. The Blue Vessel – 6:03
3. Her Last Flight – 8:44
4. The Sky People – 4:25
5. Nobody Dares – 3:27
6. Like Fountains – 7:40
7. Proof – 6:13
8. Heartbeat Amplifier – 4:42
9. A Passage to Desire – 6:42

## Stil
Almost a Dance entfernt sich vom Death Doom des Debütalbums und passt sich stilistisch dem neuen Sänger Niels Duffhues an. Dieser singt mit klarer Stimme und „erinnert eher an Mike Patton als an seinen growlenden Vorgänger“ Bart Smits. Folglich verschwinden die Death- und Doom-Metal-Einflüsse weitgehend. Viele Kompositionen werden von dominanten Keyboards orchestriert. Die Atmosphäre ist meist düster, die Stücke wirken getragener und gelassener als auf dem Debüt.

## Rezeption
Die Reaktionen auf das Album fielen gemischt aus und fokussierten sich oft den neuen Sänger und den veränderten Stil. UMUR von Prog Archives hält Duffhues’ Gesang für „schwach und monoton“, während Martin Groß vom Metal Hammer findet, er „macht diese Platte entdeckenswert und versetzt dem Gesamtbild eine eigene Note“. Frank Albrecht vom Rock Hard kritisiert, dass der Stil der Band „mittlerweile ein sehr seichter, Keyboardunterlegter Hardrock“ sei. Ernis von metalstorm.net findet das Album zu unreif und hält einige Stücke für bloße Füller. Im Metal Hammer wird jedoch geurteilt, Almost a Dance sei ein „[g]elungener Versuch, Konvention mit Kunst auszusöhnen“.